# Западноиранские языки
Западноира́нские языки́ — одно из ответвлений иранских языков.

## Языки

### Древнеиранский период
Юго-западные языки:
- Древнеперсидский язык

Северо-западные языки:
- Мидийский язык

### Среднеиранский период
Юго-западные языки:
- Среднеперсидский язык

Северо-западные языки:
- Парфянский язык
- Старокурдский язык

### Новоиранские период
Юго-западные языки:
- Новоперсидский язык:
  - Фарси или персидский язык (в Иране)
  - Дари (в Афганистане и Пакистане)
  - Таджикский язык (в Таджикистане и других странах СНГ)

- Татский язык
- Луро-бахтиарский диалектный континуум:
  - Лурский язык
  - Бахтиарский язык
- Диалекты Фарса
- Диалекты Лара
- Курдшули
- Кумзари

Северо-западные языки:
- Курдский язык:
  - Севернокурдский
  - Центральнокурдский
  - Южнокурдский
  - Лаки
  - Заза-горани:
    - Зазаки
    - Горани

- Дейлемитский язык †
- Прикаспийские языки
  - Гилянский язык
  - Мазендеранский язык
  - Велатру
  - Шамерзади
- Азери † — язык Азербайджана (Атропатены), вытесненный тюркским языком, его локальные потомки:
  - Талышский язык
  - Тати
  - Килитский язык †
- Семнанские языки — довольно разнородные локальные диалекты:
  - Семнанский язык
  - Сангесарский язык
  - Диалекты полосы Семнана
- Центральноиранская подгруппа:
  - Центральноиранские диалекты
  - Сивенди
  - Таджриши †
- «Восточная» зона:
  - Белуджский язык
  - Ормури
  - Парачи